# یواس‌اس کنبک (ای‌او-۳۶)
یواس‌اس کنبک (ای‌او-۳۶) (به انگلیسی: USS Kennebec (AO-36)) یک کشتی بود که طول آن ۵۰۱ فوت ۸ اینچ (۱۵۲٫۹۱ متر) بود. این کشتی در سال ۱۹۴۱ ساخته شد.